# Яматов, Владимир Иосифович
Влади́мир Ио́сифович Яма́тов (1820 — 31 мая 1885) — первый преподаватель японского языка в Санкт-Петербургском университете.
Этот японец, исповедовавший буддизм и носивший имя Масуда Косай (яп. 増田 甲斎 масуда ко:сай, встречается вариант «Масуда Кумэдзаэмон»; существует[где?] версия, что Масуда Кумэдзаэмон — имя в детстве, так как раньше в Японии в детстве давали одно имя, а когда человек взрослел, давали другое имя), попал в Российскую империю благодаря экспедиции в Японию адмирала Путятина. Когда фрегат «Диана», вследствие землетрясения 10 декабря 1854 года, разбился в Симодской гавани, русский экипаж расположился лагерем в местечке Хэда близ Симода. Сюда к переводчику И. А. Гошкевичу, желавшему усовершенствоваться в японском языке, стал приходить для практических упражнений японец Масуда.
Японское правительство, предполагая, что Масуда передает русским сведения о своей стране, решило поступить с ним по закону 1637 года, то есть казнить. Когда Масуда узнал об угрожавшей ему опасности, он бросился к Гошкевичу и умолял спасти его. Масуду уложили в ящик и тайно перенесли под видом багажа на судно, которое было нанято русскими для возвращения на родину.
Прибыв в Петербург, Масуда был причислен к Азиатскому департаменту Министерства иностранных дел, а затем состоял переводчиком при Азиатском департаменте. В 1858 году он крестился, приняв имя Владимира и отчество по имени крестного отца, Гошкевича. В то же время он счел необходимым, как доносил в рапорт, переменить и японскую фамилию как содержащую в себе следы буддизма, на русскую Яматов от древнего названия Японии «Ямато».
В 1870 году профессор В. П. Васильев сделал представление о необходимости преподавания японского языка, уже введённого в Париже и в Вене, и в Петербурге на Восточном факультете Санкт-Петербургского университета. Яматов согласился вести его безвозмездно и открыл свой курс в сентябре того же года.
В 1872 году Яматов занимался приёмом миссии Ивакуры.
В 1874 году он вернулся на родину.